# فرط فوسفاتات الدم
فَرط فُوسفاتات الدَّم (بالإنجليزية: Hyperphosphatemia)‏، هوَ اضطراب كَهرلي مَصحوب بارتفاع غير طَبيعي في مستوى فوسفات الدَم، وغالباً ما يُرافق ذلك نَقص في كالسيوم الدَم نتيجة لِترسب الفُوسفات مع الكاسيوم في أنسجة الجِسم المُختلفة.
المستوى الطبيعي للفوسفات في الدَم يتراوح ما بين 0.81 مل مول/لتر وَ1.45 مل مول/لتر.

## الأنواع
هُناك نوعان لفرط فوسفاتاز الدَم، وَهُما:
- فَرط فُوسفاتاز الدَم الحاد.
- فَرط فُوسفاتاز الدَم المُزمن.

## الأعراض والعلامات
فَرط فوسفاتاز الدَم لا يَسبب في العادة أَي أعراض، ولكن الأعراض التي تَظهر مَعه تَكون بسبب ما يُرافقه من فرط الدريقات وَنقص في مستوى كالسيوم الدَم، ومن هذه الأعراض: آلام في العظام والمَفاصِل وَانقباض عضلي مُفاجئ لا إرداي في العضلات وحكة بالإضافة لطفح جلدي، كَما أنه في بَعض الأحيان يُرافق نقص كالسيوم الدم مُتلازمة تُسمى مُتلازمة يوريمية (بالإنجليزية: Uremic syndrome)‏ لها أَعراض خاصة مُثل: التَعب وَضيق التَنفُس وَالغَثيان وَالقَيء وَفُقدان الشَهية بالإضافة إلى اضطرابات في النَوم.

## الأسباب
المُسبب الأَكثر شُيوعاً لِفرط فُوسفاتاز الدَّم هَو أَي خَلل فِي الأَداء الوَظيفي للكِليتين، وَالذي يَمنع الكِليتين مِن مُوازنة نِسبة الفُسفور وَالمُحافظة عَلى نِسبته الطَبيعية فِي الدَّم. وَثمة مُسببات أُخرى مُحتملة مِنها: استِهلاك الفُسفور المُفرط فِي الغِذاء وَهُبوط فِي إخراج الفُسفور مِن الدَّم أَو خُروج الفُسفور من السائِل بَين الخَلوي حيث يتواجد الفُسفور بِكثرة هُناك، بِالإِضافة إِلى هذه المُسببات فَإن الأَغلبية السِاحقة مِن الحالات تَكون مَصحوبة بِهبوط فِي أَداء الكِليتين.

## التَشخيص
يَتم تَشخيص فَرط فوسفاتاز الدَم عن طَريق فحص الدم بيوكيميائياً لِقِياس تَركيز وَمُستوى الفُسفور، كَما أَنه مِن الضَروري قِياس تَركيز بَعض الأيونات الأُخرى مِثل المَغنيسيوم وَالكالسيوم، كما أَيضاً يَتم قِياس مُستويات اليُوريا(Urea) وَالكِرياتينين(Creatinine) فِي الدَم مِن أَجل التأكد من أَداء الكليتين، وَعند الاشتباه بِحصول ضَرر فِي الكِليتين، يَتم أَيضاً إِجراء اختِبارات تَصوير للكليتين مِثل: التَصوير بالموجات فَوق الصوتية (ultrasound) أَوالتَصوير المقطعي المحوسب (CT)، وَيُمكن مَعرفة طول المُدة الزَمنية التي يُعاني خلالها المَريض من فَرط فوسفاتاز الدَم من خلال فحص مَسح العِظام (Bone Scan) الذي يُظهر مدى ترسب الكالسيوم في الأوعية الدَموية.

## العِلاج
بَعد تشخيص مَرض فوسفاتاز الدَم وتشخيص العامِل المُسبب لَه، يَجب مُعالجة العامِل بدايةً قَبل البدء بعلاج المَرض، ثُم يتم مُعالجة المَرض كَالتالي:
فَرط فوسفاتاز الدَّم الحاد:يُرافق هذه الحالة عادةً نَقص كالسيوم الدَّم الذي يُسبب الأَعراض، وَإِذا كانت الكليتان سَليمتين، يَتم إِصلاح الوَضع الصَحي للمريض مِن قِبل الجِسم نَفسه فِي غُضون (6-12) ساعة، وَيُمكن زِيادة وَتيرة الإِصلاح عَن طَريق إِعطاء السَوائل بِالتَسريب (Infusion)، لِكن ذَلك يَنطوي على بعض المخاطر كَتمييع الدَّم وَتفاقم نَقص الكالسيوم فِي الدَم. أَما إِذا كانت الكِليتان لا تَعملان بِشكل سَليم فَينبغي إِصلاح الوضع وَإِعادة مُستوى الكالسيوم والفُسفور فِي الدم إلى الوضع الطبيعي بِواسطة غسيل الكلى (Dialysis).
فَرط فوسفاتاز الدَّم المُزمن:يَظهر لَدى المَرضى الذين يُعانون مِن خَلل كلوي أَو بعض المُتلازمات الأُخرى التَي يَجب مُعالجتها بِالأَدوية التَي تُقلل مِن امتصاص الفسفور في الدم، مَع المُحافظة على نظام غذائي قَليل الفسفور، بِالإِضافة إِلى الأَدوية التي تَربط الفسفور في الدم وتمنعه من أَن يُكَوِن فُسفوراً حُراً.

## انظر ايضًا
- نقص فوسفات الدم